# Río El Canelo
El río El Canelo es un curso natural de agua que fluye en la Región de Magallanes, Chile con dirección general norte hasta desembocar en el seno Otway.

## Historia
Luis Risopatrón lo describe brevemente en su Diccionario Jeográfico de Chile de 1924:: 395 
Canelo (Rio de El) 53° 15' 71° 30'. Es caudaloso i corre hacia el NW, obstruido en diversas partes por grandes piedras, entre barrancas que en partes son mui altas, constituidas por bancos de arcilla de color oscuro, sobre los que descansa una capa de cascajo de espesor mui variable i sobre ésta una delgada capa de tierra vejetal, sobre la que crece un bosque vigoroso, principalmente de canelos; tiene su lecho interceptado por grandes palizadas de robles secos, amontonados por el agua en un estrecho valle, cortado a. cada paso por los derrumbes de puntillas inaccesibles i concluye por vaciarse en la costa S de las aguas de Otway, entre las puntas Pratt i Canelo. 1, XI, p. 285 i carta de Bertrand (1885); i XXVI, carta 111; i 156; i de los Canelos en 1, XI, p. 264.